# Wolfgang Muno
Wolfgang Muno (* 1968 in Mainz) ist ein deutscher Politikwissenschaftler.

## Leben
Muno studierte Politikwissenschaft, Ethnologie und öffentliches Recht in Mainz und Caracas. Nach dem Magisterexamen 1996 war er wissenschaftlicher Mitarbeiter am Institut für Politikwissenschaft der Universität Mainz seit 1997, seit 2003 Lehrkraft für besondere Aufgaben. Nach der Promotion 2003 war er von 2003 bis 2005 Lehrbeauftragter an der Universität Koblenz-Landau (Campus Koblenz). Von 2008 bis 2011 war er wissenschaftlicher Mitarbeiter in dem DFG-Forschungsprojekt „Rechtsstaat und informelle Institutionen in Lateinamerika und Osteuropa“ an der Universität Würzburg. Von 2011 bis 2013 vertrat er die Professur an der Staatswissenschaftlichen Fakultät und der Willy Brandt School of Public Policy der Universität Erfurt. Von 2014 bis 2016 vertrat die Professur für Internationale Beziehungen an der Zeppelin Universität. Nach der Habilitation 2015 an der Universität Mainz lehrt er seit 2018 auf dem Lehrstuhl für Vergleichende Regierungslehre in Rostock.
Er forschte in Mexiko, Venezuela, Argentinien, Uruguay, Chile und Thailand. Er war Visiting Research Scholar der University of Texas at Austin. Er lehrte als Gastdozent in Großbritannien (University of Wales), Schweden (Umeå), Norwegen (Kristiansand), Polen (Opole), Spanien (Valencia), China (Shanghai University of Political Science and Law) und Indien (Guru Nanak Dev University Amritsar, Punjabi University Patiala).

## Schriften (Auswahl)
- Die politische Dynamik ökonomischer Reformen. Mainz 1997, ISBN 3-929520-43-5.
- Demokratie und Entwicklung. Mainz 2001, ISBN 3-929520-50-8.
- Reformpolitik in jungen Demokratien. Vetospieler, Politikblockaden und Reformen in Argentinien, Uruguay und Thailand. Wiesbaden 2005, ISBN 3-531-14395-6.
- als Herausgeber mit Arne Niemann und Petra Guasti: Europa spielerisch erlernen. Didaktische Überlegungen und Praxisbeispiele zu EU-Simulationen. Wiesbaden 2018, ISBN 3-658-17462-5.